# Lars Andersson (militär född 1936)
Lars Olof Ingemar Andersson, född 29 juli 1936 i Vetlanda församling i Jönköpings län, död 17 december 2012 i Österåker-Östra Ryds församling i Stockholms län, var en svensk militär.

## Biografi
Andersson utbildade sig först till banktjänsteman, men efter värnpliktstjänstgöringen slog han i stället in på den militära banan. Han avlade studentexamen vid Försvarets läroverk i Uppsala 1961 och officersexamen vid Krigsskolan 1962, varpå han samma år utnämndes till fänrik vid Norra Smålands regemente 1962, där han 1970 befordrades till kapten. Han befordrades 1973 till major, varpå han tjänstgjorde som detaljchef i Taktik- och underrättelseavdelningen vid Arméstaben 1973–1977. Åren 1977–1979 tjänstgjorde han vid Svea livgarde och befordrades 1978 till överstelöjtnant. Han var chef för Infanteri- och kavalleriavdelningen vid Arméstaben 1979–1981, varefter han var bataljonschef vid Livregementets grenadjärer 1981–1983. År 1982 blev han överstelöjtnant med särskild tjänsteställning. Han befordrades 1983 till överste och var 1983–1985 chef för Livregementets husarer. År 1985 befordrades han till överste av första graden och var 1985–1988 chef för Sektion 2 vid Arméstaben. Han var 1988–1992 chef för Försvarets materielverks Huvudavdelning för gemensamma fackfrågor i Karlstad och befordrades 1989 till generalmajor. Åren 1993–1994 var han operationsledare och ställföreträdande chef för Operationsledningen vid Försvarsstaben och 1994–1995 operationsledare vid Operationsledningen i Högkvarteret.
Lars Andersson invaldes 1990 som ledamot av Kungliga Krigsvetenskapsakademien och var åren 1996–2004 akademiens sekreterare.
Lars Andersson, som ofta kallades ”Laban”, karakteriseras så här i en nekrolog: ”Lars Andersson var en erkänd yrkesman som rönte stor uppskattning, såväl inom som utanför arbetslivet. Bred kompetens och arbetsförmåga kombinerades hos honom med ett jordnära och pragmatiskt förhållningssätt, alltid spetsat med en god portion humor.” Han är gravsatt på Österåkers kyrkogård.